# غريت تشيشيل (كامبريدجشير)
غريت تشيشيل (بالإنجليزية: Great Chishill)‏ هي قرية وأبرشية مدنية تقع في المملكة المتحدة في إنجلترا.